# Charles Buloz
Pour les articles homonymes, voir Buloz.
 (février 2017).
Si vous disposez d'ouvrages ou d'articles de référence ou si vous connaissez des sites web de qualité traitant du thème abordé ici, merci de compléter l'article en donnant les références utiles à sa vérifiabilité et en les liant à la section « Notes et références ».
Charles Buloz, né le 27 septembre 1843 à Paris, où il est mort le 31 octobre 1905, est un journaliste français.

## Biographie
Fils de François Buloz et de Christine Blaze, il succéda, en 1877, à ce dernier au poste de directeur de la Revue des deux Mondes.
Il fut maire d'Épinay-sur-Seine de 1882 à 1884. 
Un scandale éclata au cours de l'été 1893. On découvrit que Charles Buloz, qui utilisait son journal pour appâter des femmes, avait multiplié les aventures extraconjugales au point d'être victime d'un chantage, et avait trafiqué les comptes pour pouvoir s'en sortir. Le chantage était allé si loin que Buloz était quasiment ruiné lorsque l'affaire fut révélée. Il démissionna et Ferdinand Brunetière lui succèda à la tête de la Revue.
Il était le beau-frère de Charles Richet.